# Sam Porter Bridges
Sam Porter Bridges, conocido también como Sam Strand o Sam Bridges, es un personaje ficticio protagonista del videojuego Death Stranding, desarrollado por Kojima Productions y estrenado en 2019. Es interpretado por el actor estadounidense Norman Reedus.

## Antecedentes
Tras la inesperada cancelación de Silent Hills y la separación de Hideo Kojima de Konami. Norman Reedus, quien posee una sólida amistad con Kojima, mantuvo la idea de protagonizar un videojuego bajo la dirección del japonés, siendo Death Stranding la obra que surgiría de Kojima Productions, de la cual Reedus sería protagonista.

## Biografía ficticia
Sam tuvo que ser removido de emergencia del útero de su madre, Lisa Bridges, debido a que ella sufrió un accidente que le provocó muerte cerebral. Su padre, el veterano de guerra Clifford Unger, decidió aceptar la ayuda de la compañía Bridges, quienes se encargaron de la operación y de colocar a Sam en una incubadora artificial para mantenerlo con vida. Lo que Unger no sabía era que la verdadera intención de Bridget Strand, presidenta de Bridges, era utilizar a Sam para comenzar una serie de experimentos denominados BBs (Bridge Baby), bebés que serían utilizados para expandir una red que básicamente conectaran a todo el mundo. El encargado de seguridad de Bridges, John (posteriormente conocido como Die-Hardman), fue compañero en el ejército del capitán Unger, por lo que advirtió a Unger de las verdaderas intenciones de Bridges con su bebé y le permitió escapar y llevarse a su hijo. Pero Unger no pudo completar su escape, Strand no permitió que se llevaran al bebé y mató a Unger a sangre fría, matando al bebé también en el proceso. Strand estaba dividida en dos, su cuerpo —físico, que se encontraba en la Tierra— y su alma —una versión de ella de veinte años que se encontraba varada en el más allá, esta versión era conocida como Amelie—. Amelie encontró al bebé en el más allá, y lo regresó a la vida usando sus habilidades sobrenaturales, adicional a esto, el bebé ahora tendría la capacidad de revivir cada vez que muriera, lo que lo convierte en un repatriado. A partir de este momento, el bebé es adoptado por Bridget Strand como su propio hijo, nombrándolo Sam, y engañándolo para que crea que Amelie es su hermana mayor.
Sam creció pensando que Bridget Strand, presidenta de Bridges, era su auténtica madre, y que Amelie era su hermana mayor, a la que podía ver solo cuando tenía "pesadillas" (que eran realmente visiones del más allá, conocido como "la playa"). En algún momento de su juventud, Sam desarrolló afenfosfobia. Sam empezó a trabajar como cargador de la compañía Bridges, su trabajo consistía en completar pedidos de clientes que necesitaba enviar paquetes de un lugar a otro a través del derrumbado mundo que dejó atrás la llegada de la mengua y las BTs (CV en Hispanoamérica y EV en España). Durante muchos años, Sam trabajó para Bridges. Contrajo matrimonio con Lucy Bridges y se retiró de la compañía. Un accidente ocasionado por un "vacío quiral" provocó que una ciudad entera desapareciera del mapa, causando la muerte de todos los que se encontraban ahí, excepto Sam, que en su calidad de repatriado gracias a sus DOOMS (habilidades especiales que poseen algunos humanos) volvió a la vida, pero su esposa embarazada falleció. Todos culparon a Sam del incidente, ya que había sido el único sobreviviente, así que se autoexilió de la civilización.
Un tiempo después, Sam es contactado por el ahora director de Bridges, Die-Hardman, quien le informa que su madre está al borde de la muerte debido a un incurable cáncer. Como última voluntad, Bridget Strand le pide a Sam que ayude a reconectar las ciudades de Estados Unidos para volver a convertirla en una nación sólida. Al principio, Sam se niega, pero cuando le informan que su hermana Amelie está al otro extremo del país, decide ayudar a Bridges en su misión de unificar Estados Unidos.
A través de su odisea, Sam se enfrenta a muchos peligros y conoce a distintos personajes que le ayudarán en su tarea de unificar el país. También contará con la ayuda de su propio BB, al que llama cariñosamente Lou, como iba a nombrar a su hijo antes de la muerte de su esposa.
Tras unir a la nación, Sam descubre la verdad sobre Bridget y Amelie, también descubre que la intención de Bridget era unificar a todo el país para poder extinguirlo todo de manera más sencilla, provocando un Death Stranding y eliminando a la raza humana para iniciar de nuevo. Sam lo impide, mostrándole cariño a Bridget/Amelie, y regresa al mundo de los vivos, donde se da cuenta de que detuvo la extinción de la raza humana, y también de que Lou ha muerto, y ahora debe llevarlo al incinerador para evitar que se convierta en un BT. Sam se conecta con Lou por última vez y descubre que Clifford Unger (con quien pelea en repetidas ocasiones en su propia playa) es su verdadero padre. Tras esto, Sam saca a Lou de la cápsula y trata de reanimarlo de distintas formas, y cuando todo parecía perdido, el bebé reacciona, y Sam decide adoptarlo y criarlo como a su propio hijo.